# 塚田桂祐
塚田 桂祐（つかだ けいすけ、1956年 〈昭和31年〉- ）は、日本の自治・総務官僚。2016年より流通経済大学法学部教授。茨城県筑西市（旧・下館市）出身。

## 経歴
1975年（昭和50年）、茨城県立水戸第一高等学校を卒業。1980年（昭和55年）、東京大学法学部を卒業。自治省に入省。1986年（昭和61年）、ハーバード大学ケネディ・スクール修了。公共経営学修士を取得。
1992年（平成4年）、埼玉県企画財政部次長となる。1997年（平成9年）、徳島県商工労働部長となる。1999年（平成11年）、農林水産省農村整備・活性化対策室長となる。
2001年（平成13年）、一般財団法人自治体国際化協会シドニー事務所 所長となる。2007年（平成19年）、総務省大臣官房参事官となる。2009年（平成21年）、 自治大学校副校長となる。
2010年（平成22年）、消防庁国民保護・防災部長となる。2011年（平成23年）には新潟県新潟市副市長を務め、また明治大学公共政策大学院 兼任講師としても教鞭を執る。2015年（平成27年）、2015年埼玉県知事選挙に立候補する。2016年（平成28年）、流通経済大学法学部教授として教鞭を執る。

## 公的な職務
- 自治大学校 客員教授
- 日本経済研究所 理事

## 著書
- 「縮む日本に未来はあるか 危機管理のプロとして国難打破に動く」(2013年3月,展望社)

## 論文
- 「消防の国際貢献-アジアを中心に」(2007年,「消防防災」(東京法令出版)
- 「消防防災政策 消防防災におけるテロ対策について」(2007年,「消防防災」(東京法令出版)
- 「地方議会海外事情 豪州編(上・下)」(2008年,「日経グローカル」,日本経済新聞社産業地域研究所) ほか